# Parornix alni
Parornix alni là một loài bướm đêm thuộc họ Gracillariidae. Nó được tìm thấy ở Nhật Bản (Hokkaidō, Honshū) và vùng Viễn Đông Nga.
Sải cánh dài 8–9 mm.
Ấu trùng ăn Alnus hirsuta. Chúng ăn lá nơi chúng làm tổ.